# ليلى نظمي
ليلى نظمى (16 سبتمبر 1945  -)، مغنية وممثلة مصرية. ولدت في الإسكندرية وهي خريجة من «المعهد العالي للموسيقى» بعام 1968.

## أعمالها

### أشهر أغانيها
- ماخدش العجوز انا
- ادلع يا رشيدى
- ليلى
- ما الثانوية
- يمامه حلوه
- يا عروستنا
- أماه نعيمة
- العتبة جزاز
- حماتى يانينا
- ساعة المغارب
- عيب يامديحه
- ادلع ياعريس
- ما شربش الشاي

### أفلامها
- آنسات وسيدات (1974)
- مذكرات الآنسة منال (1971)
- يوم واحد عسل (1969)

## روابط خارجية
- ليلى نظمى على موقع قاعدة بيانات الأفلام العربية
- ليلى نظمى على موقع ديسكوغز (الإنجليزية)